# Grenache Blanc

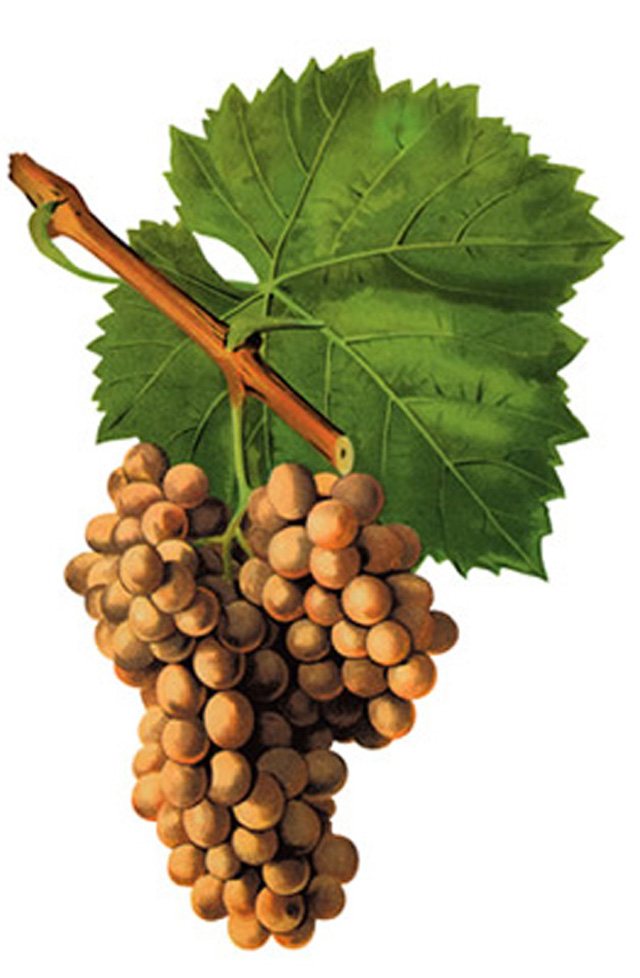
Grenache Blanc im Buch von Viala & Vermorel

Grenache Blanc ist eine Weißweinsorte, die vorrangig in Südfrankreich sowie in Nord- und Ostspanien, dort unter dem Namen Garnacha Blanca (auf Spanisch) bzw. Garnatxa Blanca (auf Katalanisch), angebaut wird. Es handelt sich dabei um eine Spielart der roten Grenache.
Bei sorgfältigem Rebschnitt und gewissenhafter Kellerarbeit kann sie sortenreine Weine mit vollem Geschmack und Körper erbringen und sogar den Ausbau in kleinen Eichenfässern (Barrique) lohnen. Ihr Schwachpunkt ist der niedrige Säuregehalt. Die feinsten Weine werden aus ihr in Châteauneuf-du-Pape gekeltert, wo sie in den meisten Weißwein-Cuvées den größten Anteil stellt.
Obwohl die Grenache Blanc mehr und mehr an Bedeutung verliert, sie belegte im Jahr 2007 (Quelle ONIVINS) gerade noch 5.097 ha (im Jahr 1979 waren es noch 16.285 ha), wird die Traube im Roussillon noch viel angebaut. Sie dient als Bestandteil in der helleren Version des Rivesaltes.
Als Garnacha Blanca bzw. Garnatxa Blanca spielt die Traube eine Rolle in spanischen Weißweinen, z. B. in Alella (Weinbaugebiet), Calatayud, Priorat, Tarragona, Rioja und Navarra.
In Kalifornien (→ Weinbau in Kalifornien) lag die bestockte Rebfläche im Jahr 2008 bei 159 acre (63 Hektar).

## Ampelographische Sortenmerkmale
In der Ampelographie wird der Habitus folgendermaßen beschrieben:
- Die Triebspitze ist offen. Sie ist stark weißlich behaart mit sehr leicht rötlichem Anflug. Die grünen, leicht bronzefarbenen Jungblätter sind schwach behaart.
- Die mittelgroßen Blätter (siehe auch den Artikel Blattform) sind meist fünflappig und nur mittelstark gebuchtet. Sie sind von hellgrüner Farbe und stark glänzend.  Die Stielbucht U-förmig offen. Der Blattrand ist fein gesägt. Die Zähne sind im Vergleich der Rebsorten klein. Die Blattoberfläche (auch Spreite genannt) ist glatt.
- Die konusförmige Traube ist mittelgroß bis groß und  dichtbeerig. Die rundlichen oder leicht ovalen Beeren sind mittelgroß und von schwarzer Farbe. Die Schale der Beere ist dick. Die Beeren sind saftig; der Saft ist farblos.

Der Grenache treibt relativ früh aus. Bei feuchtem Wetter während der Blüte neigt der Grenache Blanc zur Verrieselung.
Grenache wird meist mit der Gobelet-Methode erzogen. Er ist recht resistent gegen den Echten Mehltau. Anfällig ist er gegen den Falschen Mehltau, die Eutypiose und die Rohfäule. Daher können die Erträge zwischen 20 Hektoliter/Hektar und 80 Hektoliter / Hektar variieren.
In Frankreich wurden bisher 2 Klone selektiert und anerkannt: Klon n° 141 und  n° 143.